# Dede Gardner
Dorcas Wright "Dede" Gardner, född 16 oktober 1967 i Winnetka, Illinois, är en amerikansk filmproducent.
Gardner har studerat engelska vid Columbia University och är verksam på produktionsbolaget Plan B Entertainment sedan dess grundande. Som filmproducent har hon vunnit två Oscar för bästa film: för 12 Years a Slave (2013) och Moonlight (2016). Detta gjorde henne till den första kvinnan att vinna två gånger i kategorin. Hon har nominerats ytterligare ytterligare sex gånger: The Tree of Life (2011),  Selma (2014), The Big Short (2015), Vice (2018), Minari (2021) och Women Talking (2022).

## Filmografi (i urval)
- 2007 – A Mighty Heart
- 2007 – Mordet på Jesse James av ynkryggen Robert Ford
- 2009 – Tidsresenärens hustru
- 2010 – Lyckan, kärleken och meningen med livet
- 2011 – The Tree of Life
- 2012 – Killing Them Softly
- 2013 – World War Z
- 2013 – 12 Years a Slave
- 2014 – Selma
- 2015 – The Big Short
- 2016 – Moonlight
- 2016 – The Lost City of Z
- 2018 – Beautiful Boy
- 2018 – If Beale Street Could Talk
- 2018 – Vice
- 2019 – Ad Astra
- 2019 – The King
- 2020 – Minari
- 2022 – Women Talking
- 2022 – Blonde
- 2024 – Bob Marley: One Love
- 2024 – Beetlejuice Beetlejuice
- 2024 – Wolfs
- 2024 – Nickel Boys
- 2025 – Mickey 17
- 2025 – F1